# Luigi Bertelli
Luigi Bertelli (Firenze, 19 marzo 1860 – Firenze, 27 novembre 1920) è stato uno scrittore, giornalista e poeta italiano, autore delle avventure di un popolare personaggio d'inizio Novecento: Gian Burrasca. È più noto con lo pseudonimo di Vamba, nome del buffone di Cedric il Sassone nel romanzo Ivanhoe di Walter Scott.

## Biografia
Nacque a Firenze da Enrico, impiegato e possidente, e da Giuseppina Rossi. Bibliofilo appassionato, Bertelli fu giornalista ed educatore efficace. Scrisse testi in prosa e in poesia per l'infanzia, nonché sonetti in vernacolo fiorentino umoristici e assolutamente irriverenti.
Nel 1895 pubblicò Ciondolino, storia con intenti didattici di un bambino che viene trasformato in formica.
Fondò nel 1906 il Giornalino della domenica, che continuò regolarmente le pubblicazioni fino al 1924, divenendo celebre tra le famiglie borghesi, ma risultarono troppo forti i problemi finanziari. Così, nel 1925, vi confluì Giro Giro Tondo, fondato nel 1921 da Antonio Beltramelli, ma anche questo innesto di risorse non bastò a salvare la testata, che venne chiusa nel 1927.
Nella rivista per ragazzi apparivano le firme dei più famosi scrittori del tempo (Giovanni Pascoli, Gabriele D'Annunzio, Grazia Deledda, Edmondo De Amicis) e dei più raffinati illustratori (Umberto Brunelleschi e Filiberto Scarpelli).
Sulle sue pagine pubblicò in 55 puntate, tra il 7 febbraio 1907 e il 17 maggio 1908, Il giornalino di Gian Burrasca. L'opera fu edita in volume dall'editore Bemporad nel 1911 e diede all'autore un enorme successo tra il pubblico italiano: in seguito tradotto in tutto il mondo, è stato il terzo libro per ragazzi più venduto in Italia dopo Pinocchio e Cuore, oggetto di trasposizioni televisive di grande successo. Alcuni studiosi, anche se la cosa non è mai stata confermata dall'autore, hanno identificato l'esistenza di molti punti in comune con il romanzo americano A Bad Boy's Diary della scrittrice Metta Victoria Fuller Victor.
La sua attività vernacola ebbe inizio nel periodo della collaborazione con il Fanfulla della domenica, quando risiedeva a Roma. Stuzzicato dai suoi colleghi in una discussione sull'incapacità dei fiorentini di tradurre in letteratura la loro cultura popolare, Vamba raccolse la sfida facendosi autore di sonetti fiorentineschi.
Morì il 27 novembre 1920 all'età di 60 anni e fu sepolto nel cimitero delle Porte Sante presso la basilica di San Miniato, sopra Firenze.
A lui è intitolato un piccolo parco pubblico, situato nel quartiere Vallone a Pavia.

## Opere
- Guida teorico-pratica per i funzionari di p.s. per i sindaci e segretari comunali e per gli aspiranti alla carriera di p.s., Genova, Stab. Artisti Tipografi, 1876.
- Vittorio Emanuele II, I re d'Italia. Sua vita, Genova, Reg. stab. Lavagnino, 1878.
- In morte di Vittorio Emanuele II primo re d'Italia avvenuta nel 9 gennaio 1878, Vignola, Tip. di Antonio Monti, 1879.
- Primo libro di Lettura conforme ai programmi ministeriali, Mantova, Stab. Tip. Lit. Mondovì, 1891.
- Intorno al centro delle regioni della Flora. Appunti di viaggio del capitano Marco Lussa esploratore, Firenze, Tip. Barbera, 1894.
- Ciondolino. Libro per ragazzi, Firenze, Bemporad & figlio, 1895.
- Il Figlio dʼOtello ossia un fatto di cronaca del 1300 o giù di lì. Cattiva azione, Roma, Tip. Giuridica, 1897.
- L'onorevole Qualunqui e i suoi ultimi diciotto mesi di vita parlamentare. Album, Roma, Tipografia cooperativa sociale, 1898.
  - Ristampa, Ed. Barion, 2013, ISBN 978-88-6759-010-0.
- Novelle lunghe per i ragazzi che non si contentano mai, Firenze, Bemporad & figlio, 1905.
- Il giornalino di Gian Burrasca, rivisto, corretto e completato da, Firenze, Bemporad & figlio, 1912.
- La storia d'un naso, Firenze, Bemporad & figlio, 1912.
- Le scene comiche, Firenze, Bemporad & figlio, 1913.
- I bimbi d'Italia si chiaman Balilla. I ragazzi italiani nel Risorgimento nazionale, Firenze, Bemporad & figlio, 1915.
- Il giardino. Letture per le scuole elementari maschili e femminili, con Giuseppe Fanciulli, Firenze, Bemporad & figlio, 1915.
- Resistere per esistere, Firenze, Bemporad & figlio, 1915.
- L'epitaffio di Francesco Giuseppe. 18 agosto 1830 - 21 novembre 1916, Milano, Casa Editoriale Italiana, 1916.
- Jessie White Mario, Firenze, Bemporad & figlio, 1916.
- Il segreto della vittoria, Firenze, L'arte della stampa, 1916.
- Un secolo di storia italiana. (1815-1918), Firenze, Bemporad & figlio, 1919.
- L'umana civiltà dai primordi a Roma imperiale, Firenze, Bemporad & figlio, 1920 (?)
- 1887 Il Barbabianca Anno primo , Roma, 1887 - Tip. Nazionale di Reggiani & soci.

## I sonetti
I "Sonetti fiorentini" sono una raccolta di brevi poesie dal tono goliardico e irriverente, che ricalcano il linguaggio popolare fiorentino. Gli argomenti trattati riguardano principalmente le dinamiche familiari e sociali rivisitate in chiave parodistica. Non mancano riferimenti alle più recenti innovazioni tecnologiche come nel "telegrafo senza fili", che tratta di un dialogo paradossale tra un giovane di Torino e una dama di Pistoia, in cui viene citato Marconi.
Tali sonetti vanno contestualizzati all’interno del filone della poesia dialettale di fine '800, quando i circoli poetici italiani riscoprirono e valorizzarono le parlate locali: sorsero dunque scuole dialettali in molte città italiane, tra cui quelle di Roma (Giuseppe Gioacchino Belli), Milano (Carlo Porta), Napoli (Salvatore Di Giacomo), Bologna, Udine. Solo Firenze non aveva alcun esponente di spicco, malgrado la parlata lessicalmente molto ricca ed espressiva. La mancanza di una tradizione fiorentina venne più volte sottolineata dalla rivista Fanfulla della domenica.
Il Vamba si inserì nella disputa spiegando che il fiorentino dei popolani era intriso da un gran numero di espressioni variopinte che si declinavano nell’oscenità e nella blasfemia. Ciononostante raccolse la sfida e compose a più riprese una ventina di sonetti che raccolgono l’essenza della parlata fiorentina, ma che risultano oltremodo sboccati. Dato il contenuto, non furono concepiti per la pubblicazione e viaggiarono tra il pubblico ristretto dei circoli poetici.
Ardengo Soffici espresse apprezzamento per i sonetti del Vamba, che più volte declamò durante incontri conviviali.